# Anna Boleslawowna Missuna

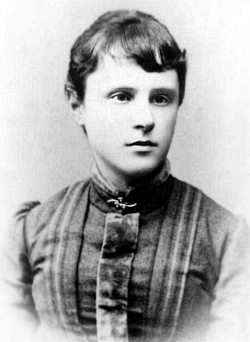
Anna Boleslawowna Missuna (1889)

Anna Boleslawowna Missuna (russisch Анна Болеславовна Миссуна; * 31. Oktoberjul. / 12. November 1868greg. auf dem Landsitz Sabolotje, Ujesd Lepel; † 2. Mai 1922 in Moskau) war eine russische Geologin, Paläontologin und Hochschullehrerin.

## Leben
Missuna stammte aus einer verarmten Szlachta-Familie. Sie besuchte das private Mädchengymnasium in Riga und studierte 1893–1896 in Moskau in den von Wladimir Iwanowitsch Guerrier gegründeten universitätsähnlichen Höheren Kursen für Frauen, die damals Kollektivunterrichtsstunden genannt wurden. Sie hörte Vorlesungen von Wladimir Iwanowitsch Wernadski, Alexei Petrowitsch Pawlow, Michail Alexandrowitsch Menzbier, Wladimir Dmitrijewitsch Sokolow, Jewgraf Stepanowitsch Fjodorow und anderen. Ihre erste geologische Arbeit über die Kristallformen des Ammoniumsulfats zusammen mit L. W. Jakowlewa erschien 1898.
1906–1909 war Missuna Kuratorin der geologischen Sammlung der Moskauer Gesellschaft der Naturforscher (MOIP), deren Mitglied sie war. Daneben war sie 1906 Assistentin und dann Unterrichtende für Petrographie, Paläontologie und Historische Geologie in den Moskauer Höheren Kursen für Frauen. Zu ihren Studentinnen gehörte Wera Alexandrowna Warsanofjewa.
Missuna untersuchte die geologische Struktur der zentralen und westlichen Regionen von Belarus sowie die Lössablagerungen auf den Grodno-Höhen. Sie gab eine Erklärung für das glaziale Relief von Belarus. Als Erste in Russland entwickelte sie eine Methodik für die Untersuchung von Endmoränen und Glazialformationen. Sie entdeckte mehrere quartäre Vergletscherungen. Sie erkundete Eisenerz- und Steinkohle-Lagerstätten im Gouvernement Tula und führte hydrogeologische Untersuchungen im Gouvernement Twer durch. Auf der Krim machte sie paläontologische Untersuchungen und beschrieb Korallen des Jura auf der Krim. In den Jahren 1907–1908 veröffentlichte sie zwei Aufsätze über die neue Knorpelfischart Protopirata (Edestus) karpinskii Missuna im Mjatschkowo-Horizont in der Umgebung Kolomnas.
Nach der Oktoberrevolution wurde Missuna Privatdozentin in der geologischen Fakultät der Universität Moskau. Sie gehörte der Warschauer Gesellschaft der Naturforscher an.
Missuna wurde auf dem Moskauer Nowodewitschi-Friedhof begraben. Missuna-Straßen gibt es in Polazk und in Wetryna (Rajon Polazk). In Sabolotje wurde 2003 ein Denkmal für Missuna aufgestellt.